# Taxeotis exaereta
Taxeotis exaereta är en fjärilsart som beskrevs av Turner 1929. Taxeotis exaereta ingår i släktet Taxeotis och familjen mätare. Inga underarter finns listade i Catalogue of Life.